# 盏西镇
盏西镇（德宏傣语：ᥓᥣᥢᥰ ᥔᥥᥱ），是中华人民共和国云南省德宏傣族景颇族自治州盈江县下辖的一个乡镇级行政单位。

## 行政区划
盏西镇下辖以下地区：
关上村、团坡村、姐坎村、双龙村、松坡村、普关村、合作村和邦朗村。